# 「そうだ、村上さんに聞いてみよう」と世間の人々が村上春樹にとりあえずぶっつける282の大疑問に果たして村上さんはちゃんと答えられるのか?
『「そうだ、村上さんに聞いてみよう」と世間の人々が村上春樹にとりあえずぶっつける282の大疑問に果たして村上さんはちゃんと答えられるのか?』（そうだ、むらかみさんにきいてみようとせけんのひとびとがむらかみはるきにとりあえずぶっつけるにひゃくはちじゅうにのだいぎもんにむらかみさんはちゃんとこたえられるのか）は、「村上朝日堂ホームページ」をまとめた村上春樹の書籍である。

## 概要
2000年（平成12年）8月に朝日新聞社から刊行された。村上春樹が文を、安西水丸が絵を担当している。
累計で14万部を売り上げた。